# Hugo Bousset

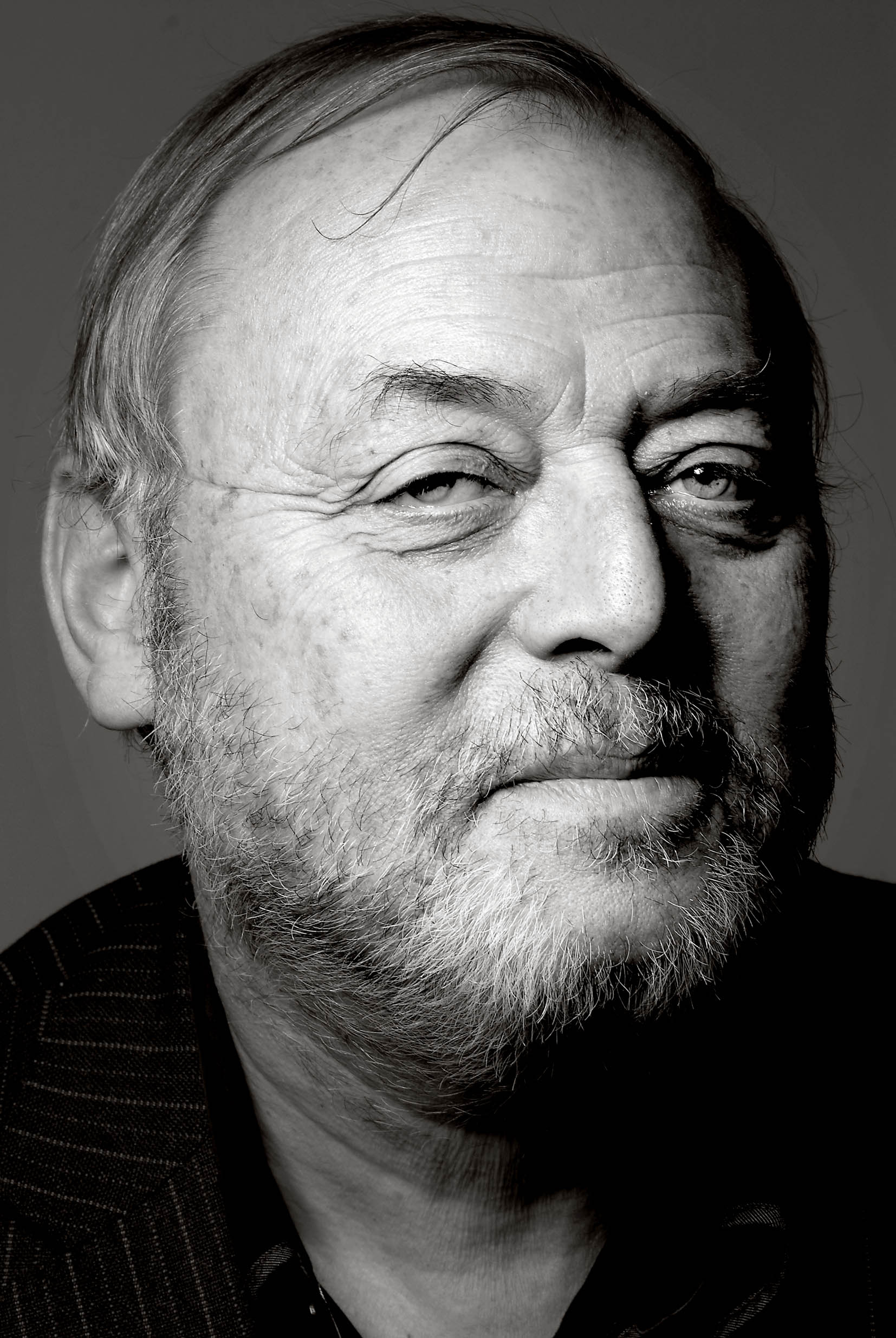
Hugo Bousset

Hugo Bousset (Brussel, 1942) is een emeritus hoogleraar moderne Nederlandse literatuur aan de Katholieke Universiteit Brussel en hoogleraar aan de Facultés Universitaires Saint-Louis. Bousset is sinds 1993 hoofdredacteur van Dietsche Warande & Belfort.
Hij was redacteur van de driedelige "Nieuwe literatuurgeschiedenis. Overzicht van de Europese letteren van Homerus tot heden" en van het in de zomer van 1994 verschenen themanummer New Flemish Fiction van het Amerikaanse tijdschrift The Review of Contemporary Fiction. Van 1997 tot 2000 was hij bijzonder hoogleraar literaire kritiek aan de Vrije Universiteit Amsterdam. Hugo Bousset zit geregeld in literaire jury's (onder andere voor de Grote Prijs der Nederlandse Letteren) en werkte mee aan literaire radio- en tv-programma's in Vlaanderen en Nederland.

## Prijzen
- 1988: Arthur Merghelynckprijs proza voor "Grenzen verleggen. De Vlaamse prozaliteratuur 1970-1986"
- 1990: Joris Eeckhoutprijs voor "Lezen om te schrijven (Het boek Alfa van Ivo Michiels)"
- 2002: Dirk Martensprijs voor "Bevlogen lichtheid"

## Beperkte Bibliografie
- De Gulden Snede. Over Nederlands proza na 1980, Meulenhoff, 1993
- Nieuwe literatuurgeschiedenis. Overzicht van de Europese letteren van Homerus tot heden, als redacteur, Meulenhoff, 1994
- Geritsel van papier, essays, Meulenhoff, 1996
- Bevlogen lichtheid, essays, Meulenhoff, 1999
- De geuren van het verwerpelijke, essays, Meulenhoff, 2004
- Vurige Tongen, essays, Meulenhoff, 2011